# The Little American
The Little American (A Pequena Americana (título em Portugal) ) é um filme mudo norte-americano dos gêneros drama, romance e guerra, dirigido por Cecil B. DeMille. Lançado em 1917, foi protagonizado por Mary Pickford (que também atuou como produtora) como uma mulher norte-americana que está apaixonada por um alemão e um soldado francês durante a Primeira Guerra Mundial.

## Elenco
- Mary Pickford como Angela Mais
- Ramon Novarro como Soldado Ferido
- Jack Holt como Karl Von Austreim
- Raymond Hatton como Conde Jules De Destin
- Hobart Bosworth como coronel alemão
- Walter Long como Capitão Alemão
- James Neill como o senador John More
- Ben Alexander como Bobby Mais
- Guy Oliver como Frederico Von Austreim
- Edythe Chapman como Sra. Von Austreim
- Lillian Leighton como tia-avó de Angela
- DeWitt Jennings como advogado inglês
- Wallace Beery como soldado alemão (sem créditos)
- Gordon Griffith como Criança (sem créditos)
- Colleen Moore como Enfermeira (sem créditos)
- Norman Kerry como Soldado Ferido (sem créditos)
- Sam Wood como Soldado Ferido (sem créditos)